# Balurghat
Balurghat är en stad i Indien och är belägen i delstaten Västbengalen, på gränsen till Bangladesh. Den är administrativ huvudort för distriktet Dakshin Dinajpur och hade cirka 150 000 invånare vid folkräkningen 2011.